# JNG-90狙擊步槍
MKEK JNG-90是由土耳其MKE公司於2004年-2008年期間研製的一種手動槍機式狙擊步槍，它首度於2007年在安卡拉舉辦的國際國防工業展（IDEF）中展出，目前已成為土耳其軍隊的制式狙擊步槍之一。另外，此槍亦被用作出口。

## 設計
JNG-90的槍管上裝有槍口制退器可用作降低後座力，護木及槍托上均裝有皮卡汀尼導軌以供用戶裝上各式各樣的光学瞄准镜及戰術配件，而其槍托則為可調式。
此槍的有效射程約為1,200 米。

## 使用國
- [3]
- 土耳其
  - 土耳其軍隊[3]

## 外部連結
- World Guns （页面存档备份，存于）
- 官網